# Sawangan (Leksono)
Sawangan is een bestuurslaag in het regentschap Wonosobo van de provincie Midden-Java, Indonesië. Sawangan telt 3399 inwoners (volkstelling 2010).